# 12 Kołobrzeski Pułk Piechoty
12 Kołobrzeski pułk piechoty (12 pp) – oddział piechoty ludowego Wojska Polskiego.

## Formowanie i zmiany organizacyjne
Pułk sformowany został we wsi Baranówka w rejonie Sum na podstawie z rozkazu nr 01 dowódcy 1 Armii Polskiej w ZSRR z 1 kwietnia 1944, w oparciu o sowiecki etat pułku strzeleckiego nr 04/501.
Wchodził w skład 4 Pomorskiej Dywizji Piechoty im. Jana Kilińskiego z 1 Armii WP. 21 czerwca 1945 rozkazem ND WP nr 130 pułk odznaczony został Krzyżem Orderu Virtuti Militari V klasy.
Uchwałą Rządu Tymczasowego 26 maja 1945 skład osobowy i sprzęt pułku posłużył jako zalążek do sformowania oddziałów Korpusu Bezpieczeństwa Wewnętrznego. Na bazie 12 pp w czerwcu 1945 sformowano 2 zmotoryzowany pułk KBW w Krakowie (przeniesiony do Warszawy, a jesienią 1945 do Góry Kalwarii) oraz 6 samodzielny batalion ochrony w Górze Kalwarii.

## Żołnierze pułku
Dowódcy pułku

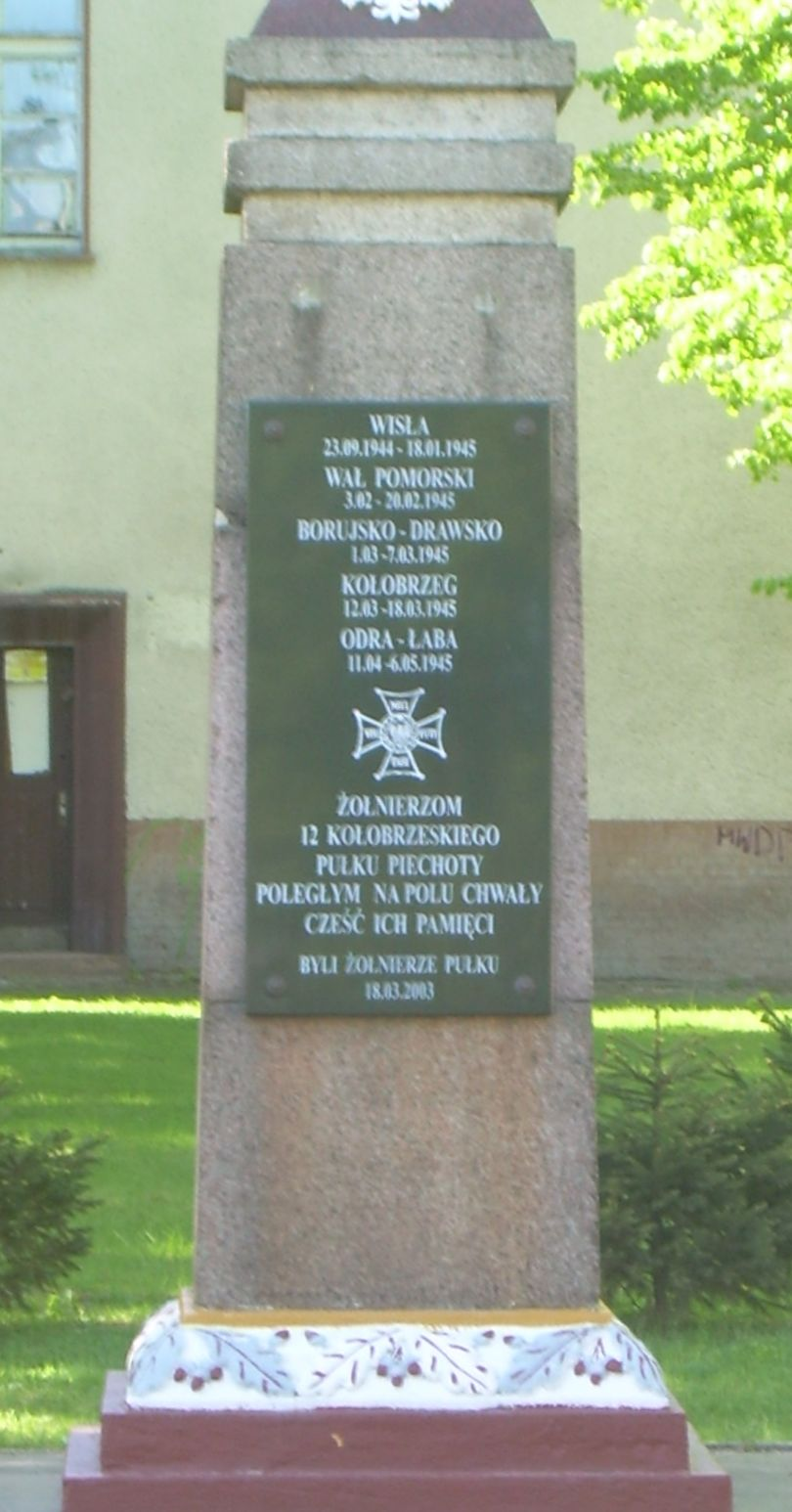
Pomnik ku czci żołnierzy pułku w Gorzowie Wielkopolskim

- ppłk/płk Dymitr Wariończyk 28 maja 1944–1945
- płk Edmund Kolendowski 1945-1945
- ppłk Napoleon Naruszewicz 1946-1948
- mjr Izaak Wilbrant 1948-1949
- ppłk/płk Stefan Orliński 1949-1952
- mjr Henryk Gruszewski 1952-1953
- mjr/ppłk Stanisław Żmijewski 1953-1955
- mjr Władysław Pieczora 1955-1955
- mjr Czesław Kowalczyk 1955-1957
- ppłk Stanisław Pinkowski 1957-1957
- ppłk/płk dypl. Kazimierz Nicewicz 1957-1961
- ppłk dypl. Eugeniusz Łozowski 1961-1962
- ppłk dypl. Aleksander Jóźwiak 1962-1962

## Skład etatowy
dowództwo i sztab
- 3 bataliony piechoty
- kompanie: dwie fizylierów, przeciwpancerna, rusznic ppanc, łączności, sanitarna, transportowa
- baterie: działek 45 mm, dział 76 mm, moździerzy 120 mm
- plutony: zwiadu konnego, zwiadu pieszego, saperów, obrony pchem, żandarmerii

Razem:
żołnierzy 2915 (w tym oficerów – 276, podoficerów 872, szeregowców – 1765).
Sprzęt:
162 rkm, 54 ckm, 66 rusznic ppanc, 12 armat ppanc 45 mm, 4 armaty 76 mm, 18 moździerzy 50 mm, 27 moździerzy 82 mm, 8 moździerzy 120 mm.

## Marsze i działania bojowe
Najcięższe walki toczył na Wale Pomorskim zdobywając Złotów i nacierając w pierwszym rzucie na południe od Nadarzyc. Uczestniczył w walkach o Kołobrzeg zdobywając węzeł kolejowy (po przełamaniu linii niemieckich 13 marca 2 batalion 12 pp, jako pierwszy pododdział Wojska Polskiego, wyszedł na plaże Bałtyku).
W czasie forsowania Odry wszedł do walki w rejonie Wriezen. Walczył na terenie Brandenburgii i osiągnął Łabę w rejonie Arneburga.
|  |  |  |  |  |

|  |  |  |

## Pułk w okresie pokoju

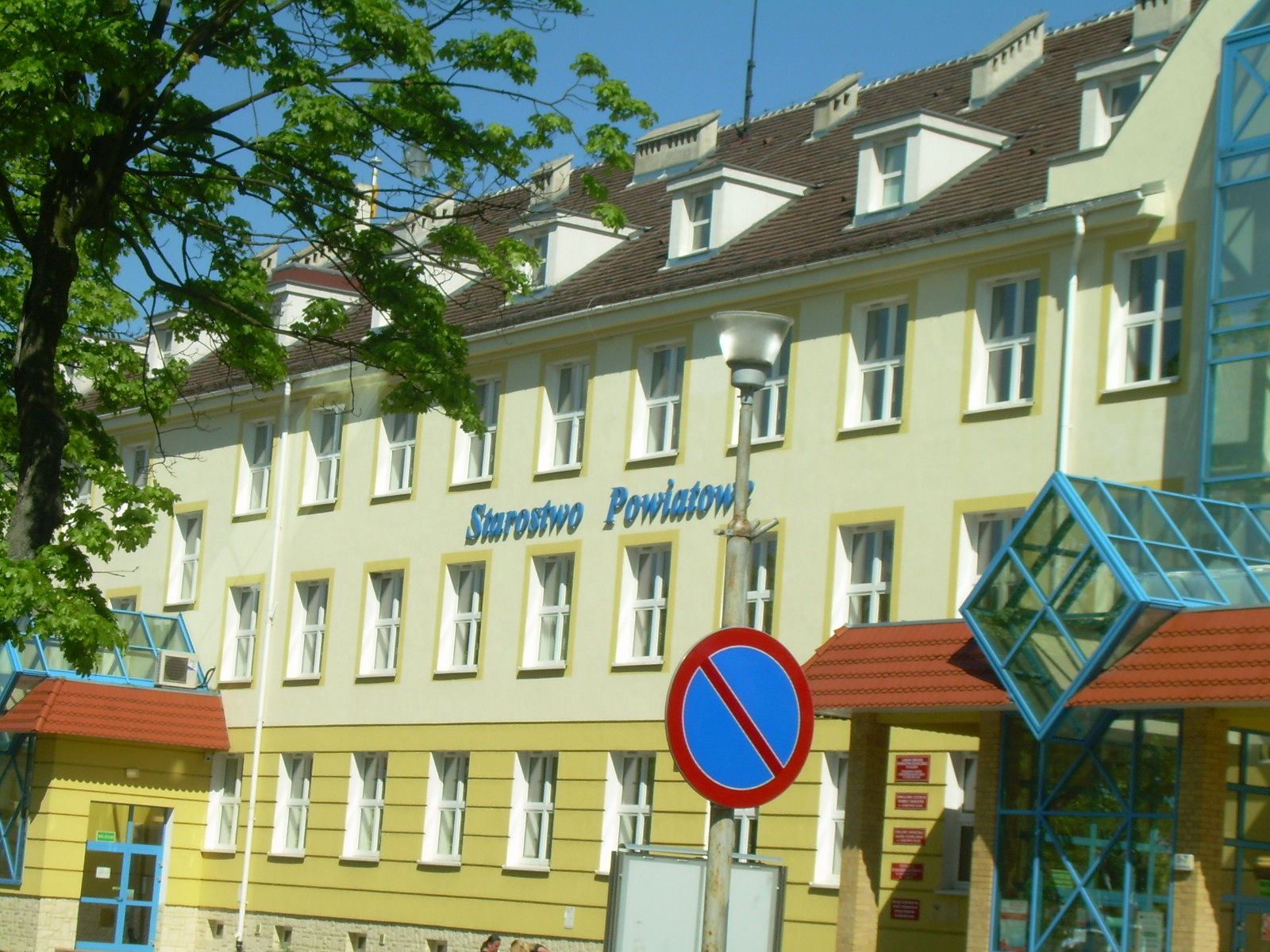
Byłe koszary 12 pułku

W sierpniu 1945 odtworzono 4 Dywizję Piechoty (w tym 12 pp) formując ją w rejonie Poznania i Biedruska na bazie 3 i 5 Zapasowego Pułku Piechoty.
W latach 1950–1957 wchodził w skład 5 Saskiej Dywizji Piechoty, a później w skład 4 Pomorskiej Dywizji Piechoty.
W wykonaniu rozkazu Ministra Obrony Narodowej nr 0045/org. z 17 maja 1951, 12 pułk piechoty w terminie do 1 grudnia 1951 przeformowany został na etat nr 2/120 o stanie 1974 wojskowych i 35 kontraktowych. W 1952, będąc w składzie 2 KA, stacjonował w Gorzowie Wielkopolskim.
11 maja 1958 na gorzowskim placu Grunwaldzkim pułk otrzymał nowy sztandar. Wręczył go dowódcy pułku Kazimierzowi Nicewiczowi w imieniu Rady Państwa zastępca dowódcy ŚOW gen. bryg. Franciszek Księżarczyk.

### Miejsce stacjonowania jednostki
JW 2635, a od 1958 r. – JW 2870
- Oborniki Wielkopolskie (1945)
- Pleszew ul. Marcinkowskiego 23 (do maja 1950)
- Gorzów Wielkopolski ul. Myśliborska